# Stratopauza
Stratopauza – warstwa przejściowa pomiędzy stratosferą i mezosferą, znajdująca się na wysokości około 50 km nad powierzchnią Ziemi. Temperatura w tej warstwie wynosi ok. 0 °C.